# Banco del Mutuo Soccorso
Banco del Mutuo Soccorso is een Italiaanse rockgroep. De groep kende met haar progressieve rock vooral succes in de jaren 70 en bleef ook de volgende decennia muziek maken en optreden.

## Biografie
De groep werd eind jaren 60 in Rome opgericht door toetsenisten Vittorio Nocenzi en broer Gianni Nocenzi. De groep liet zich inspireren door de Engelse progressieve-rockgroepen uit die tijd en bracht in 1972 haar eerste album uit. Dat jaar verscheen ook al snel het tweede album Darwin! en in 1973 een derde album. Het geluid van de groep werd gekarakteriseerd door de piano-, Hammondorgel- en synthesizerpartijen van de broers Nocenzi en de zang van Francesco Di Giacomo. In de muziek werden rock, jazz en klassieke muziek vermengd, maar werden ook traditionele Italiaanse melodieën gebruikt.
De groep kende succes in Italië en raakte ook in het buitenland bekend, en kreeg een contract bij platenlabel Manticore Records, net als een andere Italiaanse groep, Premiata Forneria Marconi. In 1975 verscheen het album Banco, waarop met het oog op de internationale markt ook Engelse vertalingen van vroegere nummers waren opgenomen. Ook van het album Come in un'ultima cena uit 1976 werd een Engelse versie opgenomen.
In de tweede helft van de jaren 70 legde de band zich ook op andere projecten toe en in 1976 maakten ze met Garofano rosso een filmsoundtrack en in 1978 namen ze met ...di terra een album op met een orkest.
De groep verkorte haar naam tot kortweg Banco en ging in de jaren 80 kortere nummers die naar de lichtere pop toe gingen en scoorde daarmee enkele hits. De groep haalde immers enig succes in het buitenland en besloot de stem van zanger Di Giacomo meer uit te spelen voor commerciëlere nummers. De groep veranderde af en toe van bezetting en ook Gianni Nocenzi verliet de band voor een solocarrière.
In de jaren 90 begon de groep weer haar muziek van de jaren 70 te spelen en men keerde ook terug naar de lange, volledige bandnaam.

## Discografie
- 1972 : Banco del Mutuo Soccorso
- 1972 : Darwin!
- 1973 : Io sono nato libero
- 1975 : Banco
- 1976 : Garofano rosso
- 1976 : Come in un'ultima cena
- 1976 : As In a Last Supper, Engelse vertaling van Come in un'ultima cena
- 1978 : ...di terra
- 1979 : Canto di Primavera
- 1979 : Capolinea, live-album
- 1980 : Urgentissimo
- 1981 : Buone Notizie
- 1983 : Banco
- 1985 : ...e via
- 1989 : Donna Plautilla
- 1991 : Da qui messere si Domina la Valle, herwerking van de eerste twee albums
- 1994 : Il 13
- 1997 : Nudo
- 2003 : No Palco
- 2012 : "40 Anni" dubbel cd met deels live opnames
- 2019 : Transiberiana
- 2022 : Orlando: Le Forme dell'Amore